# Protea mundii
Protea mundii (лат.) — высокий кустарник, вид рода Протея (Protea) семейства Протейные (Proteaceae), эндемик в Капских провинсиях Южной Африки. Кустарник до 8 м высотой с цветками от белого до цвета слоновой кости, привлекающими пчёл, бабочек и птиц, культивируется в садах. 

## Ботаническое описание
Protea mundii — одноствольный прямостоячий кустарник, который достигает средней высоты 3-8 м, но иногда может достигать 12 м, что делает этот вид самой высокой древовидной протеей. Достигает ширины 1,5-2 м. Ствол с гладкой серой корой, достигает в диаметре 150—250 мм. Стебли опушённые, но по мере созревания становятся безволосыми. Листья от эллиптических до эллиптически-ланцетных, ярко-зелёные с редкими волосками, становятся безволосыми по мере созревания, хотя более старые листья могут иметь длинные волоски у основания, тогда как молодые листья бархатистые. Листья 60-120 мм в длину и 18-40 мм в ширину, сужаются к основанию, весь край листа с отчётливыми жилками и со средней жилкой, часто красноватой. Соцветия — небольшие цветочные головки длиной 60-80 мм состоят из цветочных (обволакивающих) прицветников от розового до кремово-зелёного цвета, слегка покрытых светлыми волосками. Цветочные головки не раскрываются широко, но хорошо видны, так как они возвышаются над листьями. Кончики прицветников окаймлены бахромой от белых до желтовато-коричневых шелковистых волосков, больше на верхних кончиках прицветников, чем на нижних. Цветки, находящиеся в чаше прицветников, редко выступают из прицветников. Отдельный цветок (околоцветник) длиной 50-70 мм, трубка длиной 12-15 мм с волнистыми кончиками, покрытыми шелковистыми волосками. Столбик прямой, длиной 55-65 мм, кремового или розового цвета. Пыльцеприёмник линейно-нитевидный, длиной 8-10 мм, с большим выступом на конце. Цветение происходит летом, с января по сентябрь, с пиком с февраля по апрель. Плод — это пушистый орешек, который остаётся на растении. Преобладающая окраска цветков P. mundii — кремово-белая с лёгким зеленоватым оттенком. Встречающиеся в природе варианты розового цвета встречаются в большинстве популяций, но гораздо более редкие.

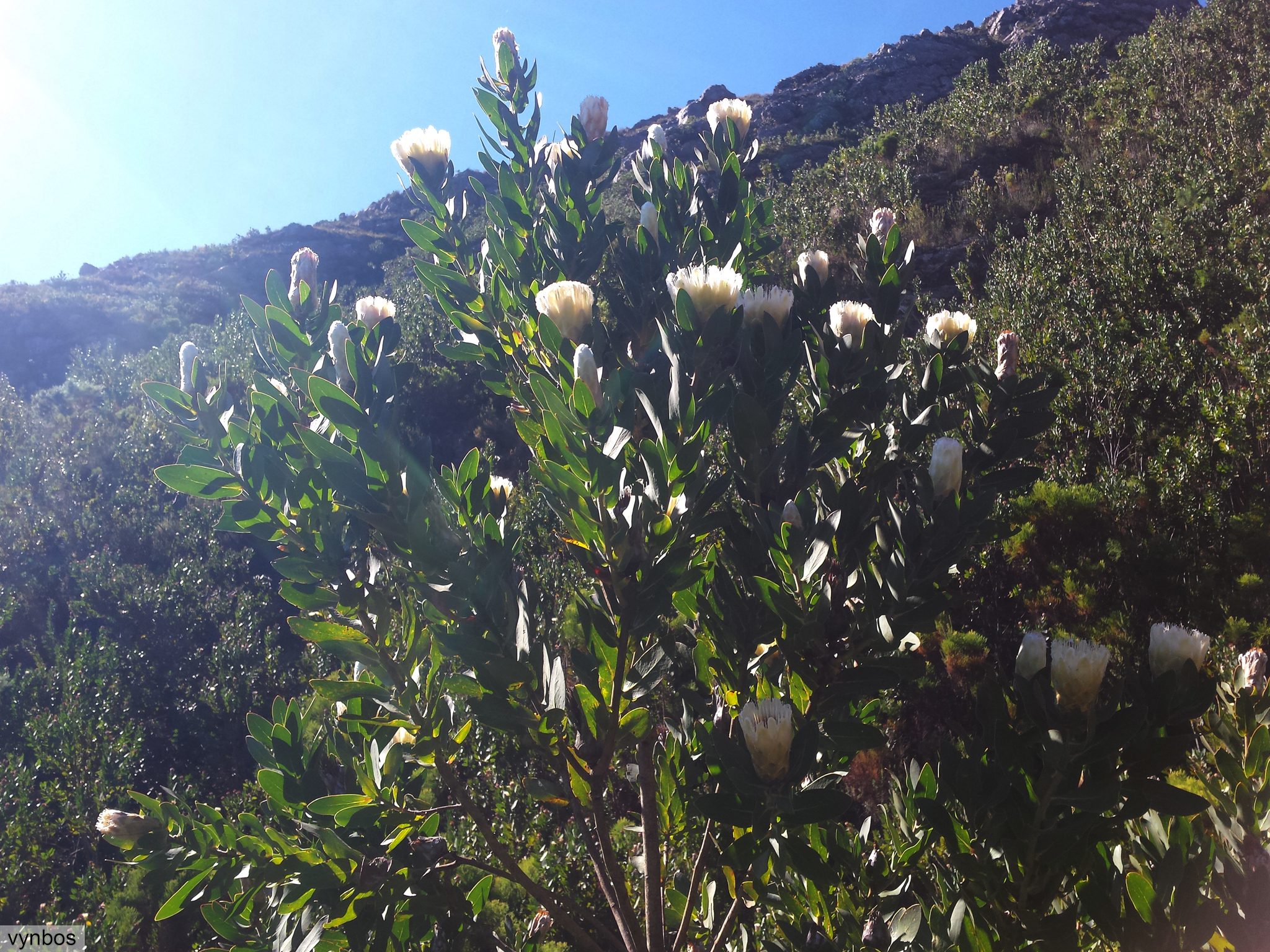
Общий вид
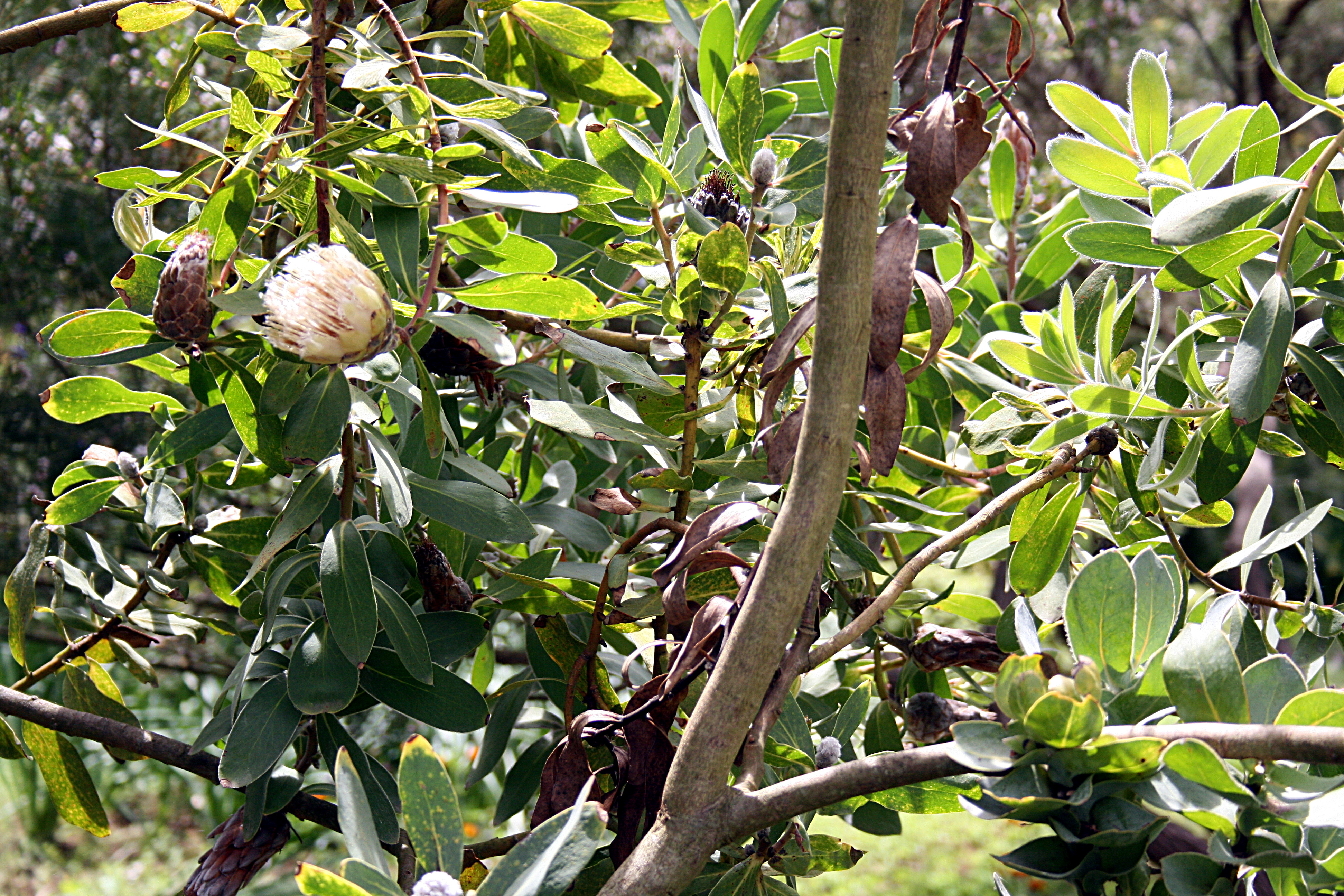
Ствол и листья
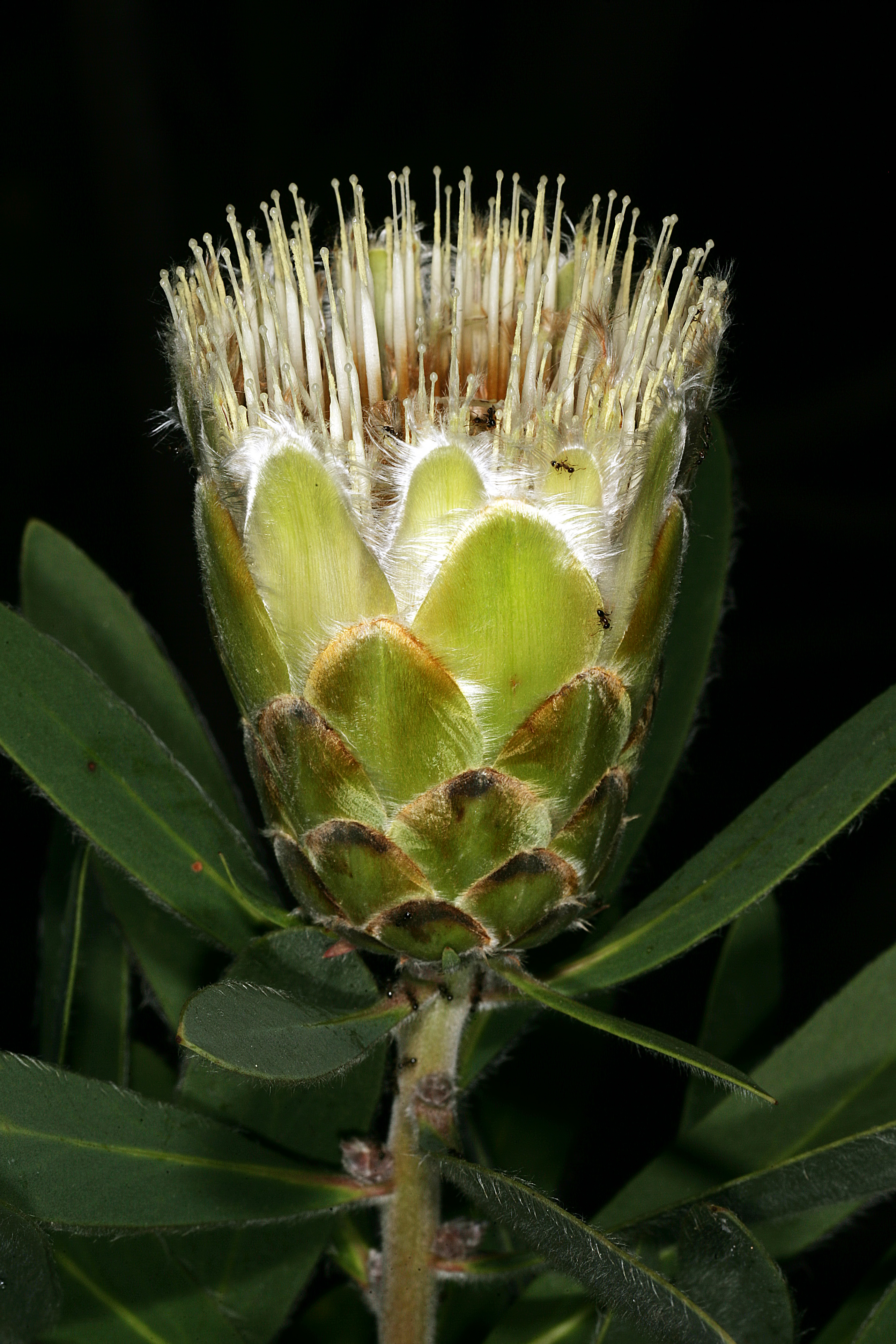
Соцветие
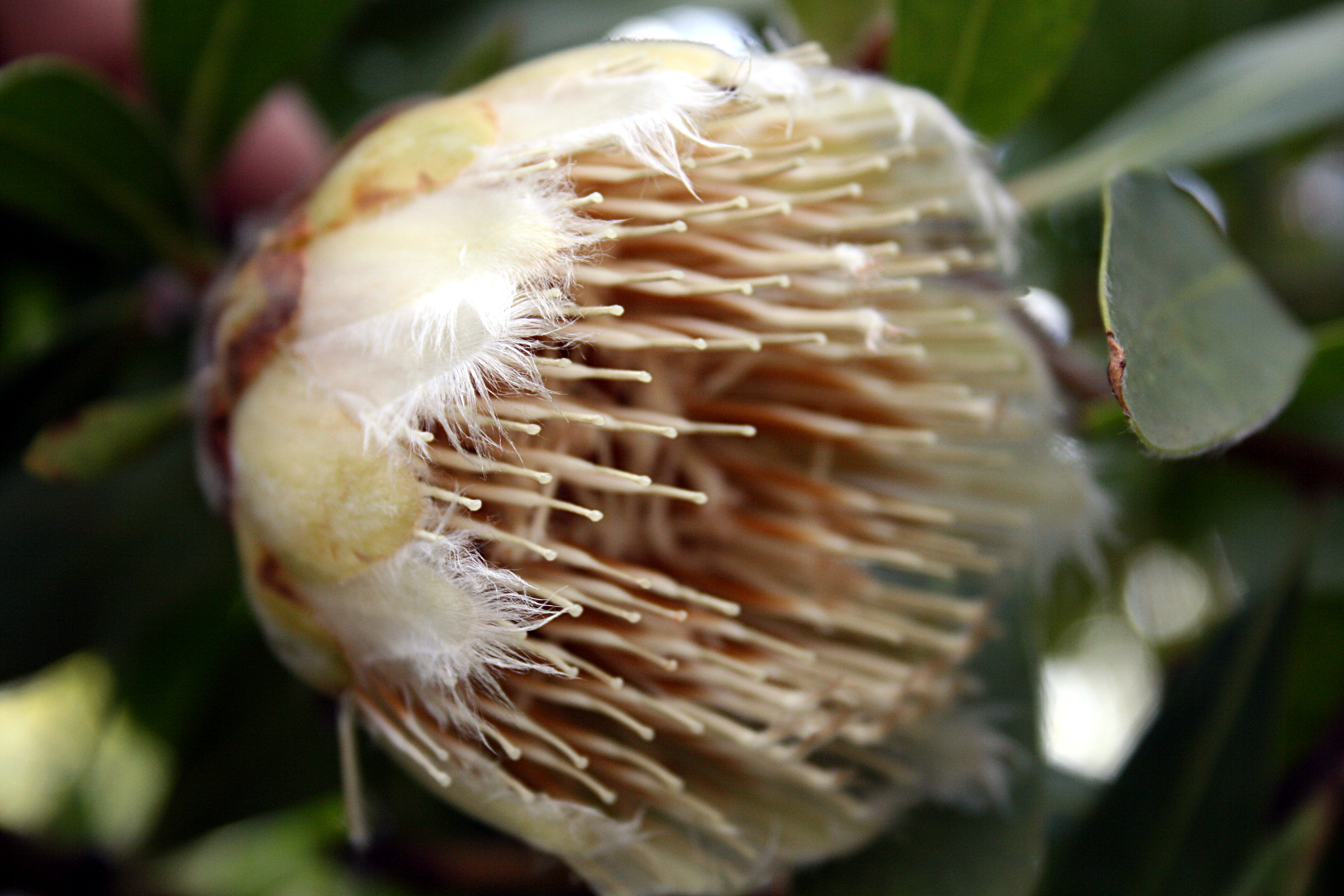
Соцветие

## Таксономия
Впервые вид был описан немецким фармацевтом, ботаником и врачом Иоганном Фридрихом Клочом в 1838 году. Видовое название — в честь немецкого коллекционера и естествоиспытателя Иоганнеса Людвига Леопольда Мунда, который работал в Капских провинциях до 1831 года.

## Распространение и местообитание
Protea mundii — эндемик Южной Африки. Вид имеет довольно разрозненное распространение. Основной ареал простирается от гор Утениква и Куга около Джорджа до горного хребта Стридомсберг около Уитенхаге, вплоть до гор Винтерхук. Вид также встречается на короткой прибрежной полосе между заливом Бетти и Херманусом в лесонасаждениях, окаймляющих леса на высоте 200—1300 м на постоянно влажных склонах. В западной популяции растения встречаются в оврагах и укрытых влажных лугах; тогда как на юго-восточном побережье Кейптауна, где осадки распределяются более равномерно, они растут на открытой местности. Вид выдерживает температуру до −4 ° C и подходит для прибрежных садов, а также для районов с умеренным климатом и высоким уровнем осадков.

## Охранный статус
Красный список растений Южной Африки классифицирует вид как вызывающий наименьшие опасения.